# ローラン・プティ
ローラン・プティ（Roland Petit, 1924年1月13日 - 2011年7月10日） は、フランスのバレエダンサー、振付家である。
第二次世界大戦下のパリで振付家としてデビューし、ジャン・コクトーの台本に基づくバレエ『若者と死』（1946年）や、オペラ作品をバレエ化した『カルメン』（1949年）で注目を浴びる。その後、妻のジジ・ジャンメールと共に、ミュージカル映画やレヴューの分野でも活躍した。さらに、1972年から1998年までマルセイユ・バレエ団の芸術監督を務め、多彩なバレエ作品を創作した。同世代のモーリス・ベジャールと並び、20世紀フランスを代表する世界的振付家とみなされている。

## 生涯

### 生い立ち
1924年1月13日、パリ郊外のヴィルモンブルに生まれる。父エドモンは地元でカフェを経営していた。母のローズ・レペットはイタリア人で、後にバレエ用品メーカーのレペットを創業する。
プティは幼い頃から、父の経営するカフェで楽団が奏でる音楽に合わせ、客に踊りを披露していた。ダンサーになることを志したプティは、1933年、9歳でパリ・オペラ座バレエ学校に入学する。バレエ学校の同期には、後に妻となるジジ・ジャンメールもいた。
プティは演劇や映画、レヴューを観ることが好きで、バレエを学びながらもタップダンスやフレッド・アステアの物真似を好む子供だった。また、バレエ学校の授業と並行して、学外でボリス・クニアセフらの著名なロシア人バレエ教師にも師事し、影響を受けた。

### パリ・オペラ座バレエ時代の活動
1939年に第二次世界大戦が勃発し、翌1940年6月にはパリがドイツによる占領下に入る。オペラ座は一時閉鎖したものの、1940年8月には再開し、占領下においてもドイツ軍や市民に向けて上演を続けた。1940年にバレエ学校を卒業したプティはパリ・オペラ座バレエに入団し、当時オペラ座のバレエマスターであったセルジュ・リファールに師事した。
1942年6月、プティは、オペラ座の女性ダンサー、ジャニーヌ・シャラと共に公演を行う。プティと同い年のシャラは、すでに単独公演を行うほど人気のあるダンサーだったが、相手役の男性を必要としており、プティに声をかけたのだった。公演はシャラとプティが振り付けた小品を中心に構成され、このとき、プティは初の振付作品であるソロ『踏切板の跳躍』を発表している。
その後、プティとシャラは、1943年4月と1944年2月にも共同で公演を行った。この間、プティはシャラの相手役を務めながら認められていき、レヴューなどの要素を取り入れた娯楽性の高いバレエ作品を発表することで、幅広い観客から支持を得るようになった。また、二人の公演には、ジャン・コクトー、マリー・ローランサン、ボリス・コフノら、パリの芸術界を牽引する著名な芸術家たちが美術や衣装として参加し、プティは彼らの協力の下で作品を作ることができた。

### バレエ・デ・シャンゼリゼとバレエ・ド・パリ
1944年8月のパリ解放後、プティはパリ・オペラ座バレエを退団する。翌1945年3月には、父親の資金援助を得て「ローラン・プティ」と題した公演を行い、ボリス・コフノ台本による『旅芸人』などを発表した。また、同年6月にパリの若手ダンサーを集めて行われた公演では、ジャック・プレヴェール台本による『ランデヴー』を発表した。『ランデヴー』は、舞台美術にピカソの絵画とブラッサイの写真を用い、当時のパリを舞台に貧しい若者の孤独と死を描いた作品で、戦後間もない社会の閉塞感や不安を表した作品として反響を呼んだ。
これらの作品が評価されたプティは、1945年8月、シャンゼリゼ劇場の提案により、同劇場の専属バレエ団であるバレエ・デ・シャンゼリゼを立ち上げる。バレエ団の芸術監督はボリス・コフノが務め、プティはバレエマスター、振付家兼ダンサーとなった。1946年6月には、プティ振付、ジャン・コクトー台本によるバレエ『若者と死』を発表し、熱狂的な支持を得る。しかし、プティは次第に芸術監督であるコフノと対立するようになり、より自由に活動できる環境を求めて、1947年末にバレエ・デ・シャンゼリゼを退団した。
1948年5月、プティは、新たに自身のバレエ団であるバレエ・ド・パリを結成する。旗揚げ公演では、マーゴ・フォンテインをゲストに迎えて『夜の淑女たち』を上演した。同バレエ団には、バレエ・デ・シャンゼリゼの元団員のほか、パリ・オペラ座を退団していたジジ・ジャンメールも参加した。
1949年2月、バレエ・ド・パリは1幕のバレエ『カルメン』をロンドンで初演し、大成功を収める。カルメン役のジャンメールは、ショートカットの黒髪にタイツという現代的な姿で登場し、プティ演じるホセと、性行為を想起させる官能的なパ・ド・ドゥを踊った。本作は「原作小説への冒涜である」といった非難も浴びたものの、ロンドンで4ヶ月間ものロングランを記録した。

### 映画とショービジネスの活動

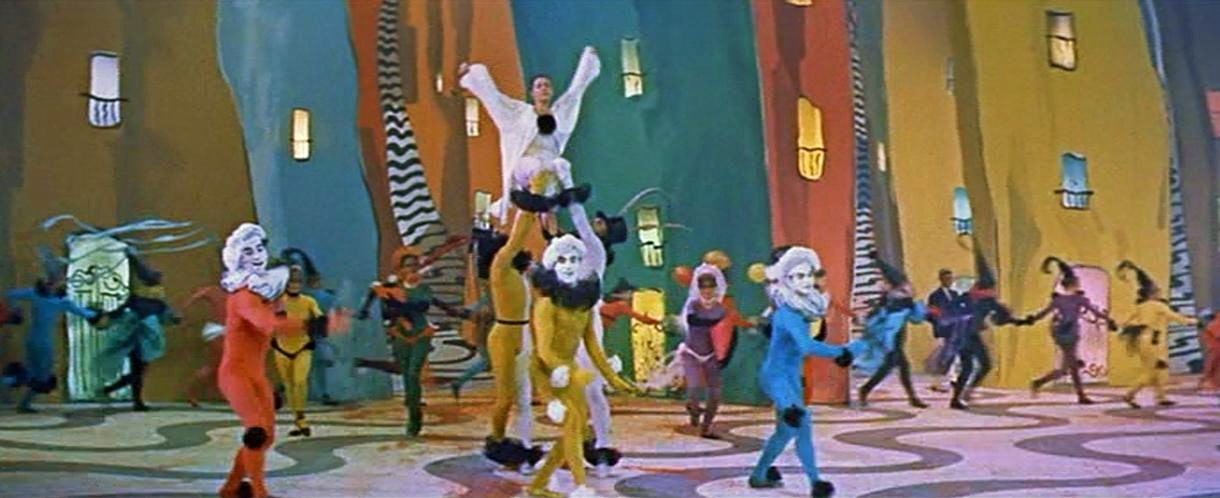
プティ振付の映画『足ながおじさん』より（1955年）

『カルメン』で国際的な注目を集めたプティは、ニューヨークでも『カルメン』を上演し、絶賛される。ニューヨークでミュージカルに魅せられたプティは、1950年9月、ジャンメールを主役に据えたミュージカル『ダイヤモンドを噛む女』を上演する。本作でジャンメールに注目した映画会社RKOのハワード・ヒューズの招きにより、プティとバレエ団はRKOと契約を結ぶ。
1952年、プティは、ジャンメールの出演するハリウッド映画『アンデルセン物語』で、劇中バレエの振付を担当する。その後もハリウッドで、映画『足ながおじさん』（1955年）、『ガラスの靴』（1955年）、『夜は夜もすがら』（1956年）の振付を手掛けた。1954年12月、プティはジャンメールと結婚し、翌1955年には娘ヴァランティーヌが生まれた。
帰仏したプティは、1957年にジャンメールが主役を務めるレヴュー『ミュージック・ホールのジジ』を上演し、ショービジネスの世界に参入する。1970年、プティとジャンメールはパリの老舗ミュージックホールであるカジノ・ド・パリを買収し、レヴューを上演するようになったが、資金不足のため、1975年末をもってカジノとの契約は打ち切られた。1980年代にも、二人はいくつかのレヴューを上演してヒットさせた。

### 世界的振付家・芸術監督として

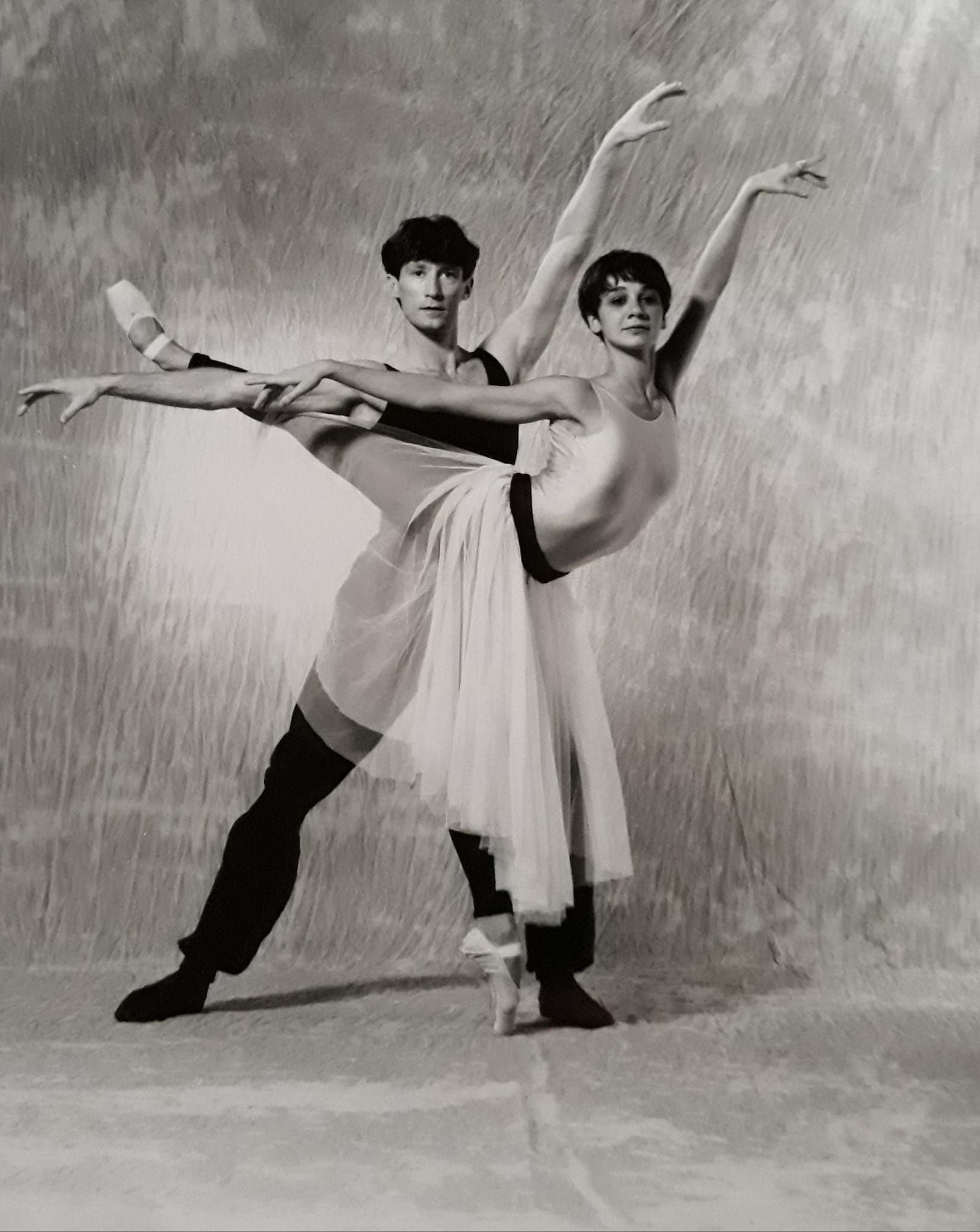
プティ振付のバレエ『山猫』より（1995年）

プティは映画やショービジネスの活動と並行してバレエの振付も続けており、バレエ・ド・パリで『狼』（1953年）、『シラノ・ド・ベルジュラック』（1959年）などを発表していた。バレエ・ド・パリは、1950年に表向きは解散したものの、1966年3月までは不定期にプティ作品を上演するという形で存続した。バレエ・ド・パリが活動を停止した1966年頃からは、世界各地のバレエ団のために新作バレエを振り付ける機会が増えた。この時期の作品に、英国ロイヤル・バレエ団のマーゴ・フォンテインとルドルフ・ヌレエフに振り付けた『失楽園』（1967年）などがある。
1965年には、約20年ぶりにパリ・オペラ座に戻り、『ノートルダム・ド・パリ』を振り付け、自らカジモド役を演じた。1969年には、プティが翌年からパリ・オペラ座バレエの芸術監督を務めることが決まったが、プティの厳しい要求にダンサー達が応えられなかったため、就任は実現しなかった。
1972年にレジオン・ドヌール勲章シュヴァリエを受章。1992年にオフィシエに昇級した。
1972年、プティはマルセイユ市長の要請により、マルセイユ・バレエ団を設立し芸術監督に就任した。以後、四半世紀にわたって同バレエ団を率いながら多数の作品を発表することとなる。主な作品に、『アルルの女』（1974年）、『プルースト　失われた時を求めて』（1974年）、『コッペリア』（1975年）、『こうもり』（1979年）などがある。1981年、マルセイユ・バレエ団は、国立マルセイユ・ローラン・プティ・バレエ団と改称した。1997年6月には、プティの芸術監督就任25周年を記念した公演が行われた。
しかし、プティはマルセイユ市庁の新任文化担当と対立し、1998年に芸術監督を辞任する。辞任の際、プティはマルセイユ・バレエ団から自身の作品の上演権を持ち去った。その後はスイスのジュネーヴに拠点を移し、世界中のバレエ団やダンサーに自作品の上演指導を行った。
2001年、芸術文化勲章コマンドールを受章。
2011年7月10日、ジュネーヴの自宅で死去。プティの死後は、元マルセイユ・バレエ団のルイジ・ボニーノがプティ作品の指導を世界各地で行っている。

## 作品の特徴

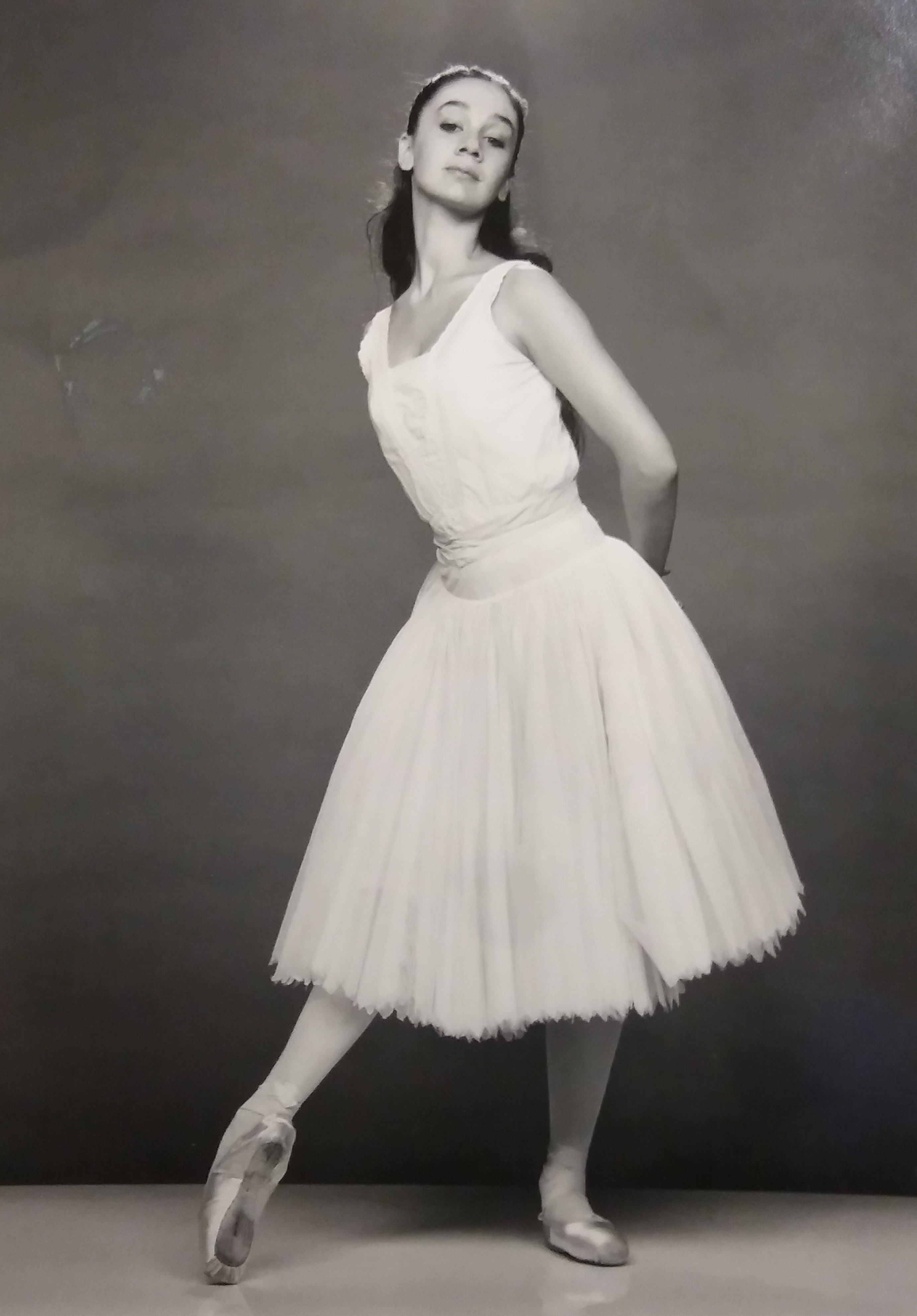
プティ振付のバレエ『オペラ座の怪人』より（1987年）

プティはバレエの振付家として世界的に活躍すると共に、大衆娯楽の分野にも積極的に関わり、ミュージカル映画の振付やレヴューの上演も行った。生涯に振り付けた作品は、バレエ、映画、レヴューを含め176本に上る。
プティ作品の傾向は概ね二つに分けられる。一つは文学作品の翻案を中心とした物語性の強い作品で、『失楽園』、『スペードの女王』、『プルースト　失われた時を求めて』、『ノートルダム・ド・パリ』などが代表的である。。もう一つは物語のない作品で、ヴィヴァルディの楽曲に振り付けた『四季』や、レヴューなどが挙げられる。
その作風は、しばしば「粋」「洗練」「洒落た」「エスプリ」等の言葉で表現される。プティの振付はクラシック・バレエの技法を基調としているが、そこへバレエにはない仕草（肘を張る、腰を振る、足を内股にするなど）を加えたり、ミュージカル、レヴュー、サーカス、アクロバットなどの動きを取り入れたりすることで、軽やかで都会的な印象を生み出している。また、演出面でもショービジネス的な手法を用い、タバコや扇子などの小道具や、鏡、椅子、階段などの舞台装置によって効果を上げている作品も多い。

## 主な作品

### バレエ
代表的な作品は以下の通りである。
- 『旅芸人』（1945年）
- 『ランデヴー』（1945年）
- 『若者と死』（1946年）
- 『カルメン（英語版）』（1949年）
- 『狼』（1953年）
- 『シラノ・ド・ベルジュラック』（1959年）
- 『ノートルダム・ド・パリ』（1965年）
- 『失楽園』（1967年）
- 『ピンク・フロイド・バレエ』（1972年）
- 『アルルの女』（1974年）
- 『プルースト　失われた時を求めて』（1974年）
- 『コッペリア』（1975年）
- 『くるみ割り人形』（1976年）
- 『スペードの女王』（1978年）
- 『こうもり』（1979年）
- 『オペラ座の怪人』（1980年）
- 『四季』（1984年）
- 『長靴をはいた猫』（1985年）
- 『眠れる森の美女』（1990年）
- 『ダンシング・チャップリン』（1991年）
- 『山猫』（1994年）
- 『「白鳥の湖」とその呪い』（1998年）
- 『デューク・エリントン・バレエ』（2001年）

### 映画
以下の作品で振付を手掛けた。
- 『アンデルセン物語』（1952年）
- 『足ながおじさん』（1954年）
- 『ガラスの靴』（1954年）
- 『夜は夜もすがら』（1955年）
- 『巴里の不夜城（英語版）』（1956年）
- 『魅力的な若者たち（英語版）』（1957年）
- 『ブラック・タイツ（英語版）』（1960年）
- 『ダンシング・チャップリン』（2011年）

## 日本との関わり
日本で最初にプティ作品が上演されたのは、1964年、ジジ・ジャンメールの来日公演であると推定される。1972年のパリ・オペラ座バレエ来日公演では、バレエ『ノートルダム・ド・パリ』が上演された。1978年から1996年にかけては、プティ率いるマルセイユ・バレエ団が計7回の来日公演を行った。
日本のバレエ団で初めてプティ作品を上演したのは、牧阿佐美バレヱ団である。1995年、同バレエ団の監督である三谷恭三がプティに作品の上演許可を求め、翌1996年に『アルルの女』を上演した。次いで1998年には、初の全幕作品として『ノートルダム・ド・パリ』を上演した。その後、プティはKバレエカンパニーと新国立劇場バレエ団にも作品を提供した。プティ没後の2017年には、東京バレエ団が初のプティ作品として『アルルの女』を上演している。
プティが没する直前の2011年4月、周防正行監督による映画『ダンシング・チャップリン』が公開された。本作は、プティの手がけた同名バレエの映画化であり、作中のドキュメンタリーには、プティと周防が映画化に向けた交渉を行う様子が収められている。